# Bromelia eitenorum
Bromelia eitenorum är en gräsväxtart som beskrevs av Lyman Bradford Smith. Bromelia eitenorum ingår i släktet Bromelia och familjen Bromeliaceae. Inga underarter finns listade i Catalogue of Life.